# Гониометр
Гонио́метр (от др.-греч. γωνία — угол и μετρέω — измеряю) — класс измерительных приборов для высокоточного измерения углов. Объекты измерения и способы измерения могут быть самыми различными, от конечностей человека до световых потоков (гониофотометр). Исторически первые гониометры были вариациями транспортира с одной или несколькими передвижными частями. Позднее и в применении к отдельным областям науки речь идёт о разных приборах, объединённых одним названием и сутью измерения (угол между чем-либо).

## Кристаллография

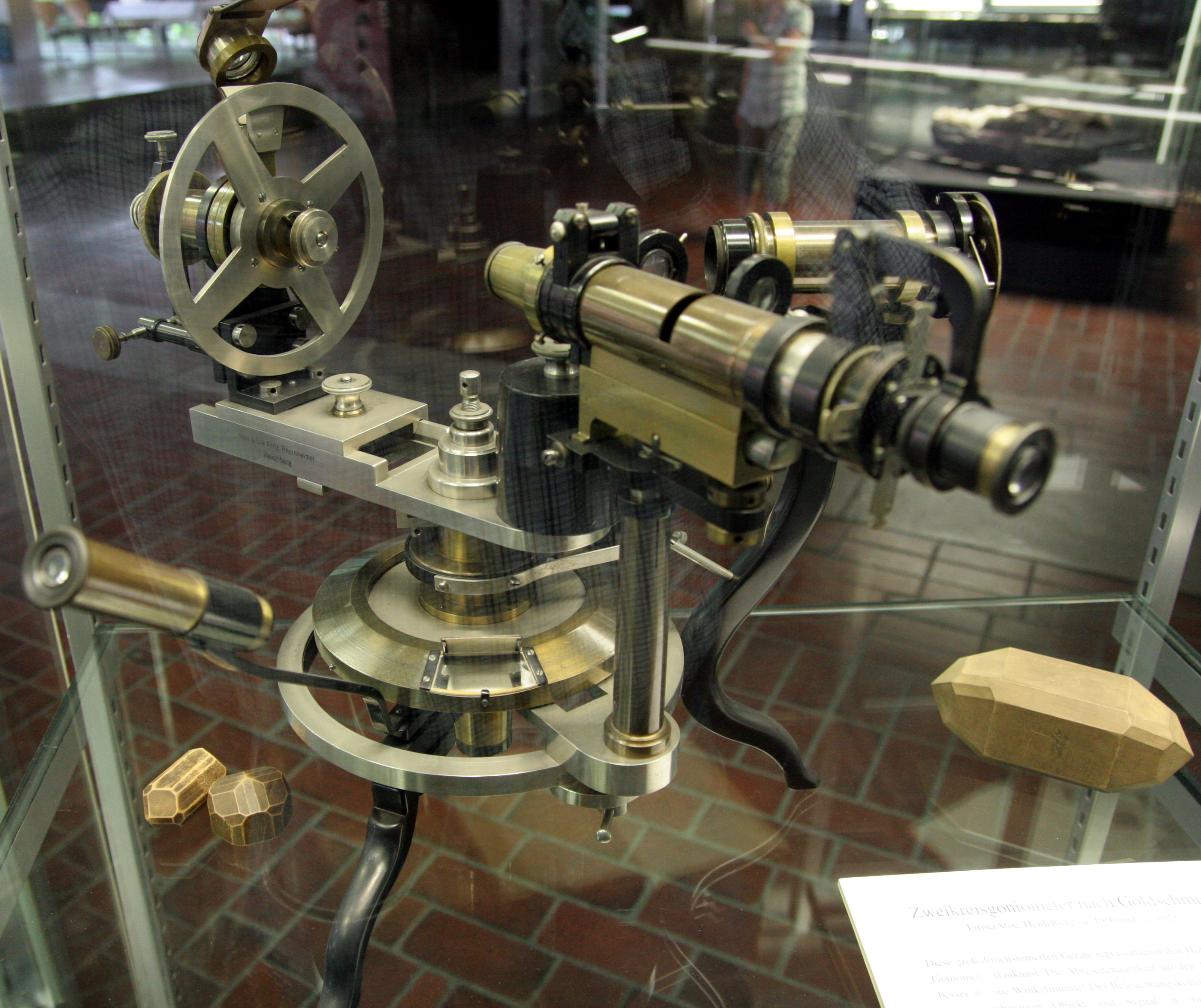
Двукружный гониометр Гольдшмидта, вариант 1925 года. Музей Гейдельбергского университета

В кристаллографии гониометры используют для измерения углов между гранями кристаллов или сферических координат {\displaystyle r} и {\displaystyle \varphi } граней. С развитием рентгенографии этот метод потерял роль основного в геометрической кристаллографии, однако он сохраняет своё значение в морфологии и теории роста кристаллов.
Исторически первыми были прикладные (или прикасательные) гониометры, то есть приборы, которые прикладывали непосредственно к кристаллу и производили измерение. Наиболее известен гониометр такого типа, который создал в XVIII веке Арну́ Каранжо́, мастер-механик при лаборатории Роме-де-Лиля.
Впоследствии исследователи перешли на более удобные и точные отражательные гониометры. В них измерения производились по отражению светового луча от граней кристалла. Первый однокружный отражательный гониометр создал в начале XIX века Уильям Волластон.
Двукружные отражательные гониометры были разработаны в конце XIX века русским учёным Е. С. Фёдоровым, исследователем фирмы «Цейс» в Йене 3игфридом Чапским и немецким же учёным Виктором Гольдшмидтом.
В двукружном гониометре измерение сопровождается двумя круговыми вращениями:
1. кристалла вокруг одной из осей;
2. кристалла же вокруг оси, перпендикулярной первой (у Фёдорова) или трубы с коллиматором вокруг оси, перпендикулярной первой (у Чапского).

Располагая двумя степенями свободы, можно замерить сферические координаты {\displaystyle r} и {\displaystyle \varphi } всех граней без дополнительной юстировки кристалла. Это преимущество двукружных гониометров обусловило их быстрое распространение и широкое применение.
Варианты Фёдорова, Чапского и Гольдшмидта были представлены научному сообществу примерно в одно время, в 1892—1893 годы, что тогда же и позднее порождало споры о первенстве. В СССР, в рамках борьбы за русские приоритеты, русскому учёному и народовольцу Е. С. Фёдорову отдавался безоговорочный приоритет, Зигфрид Чапский же подавался как скопировавший русское изобретение. В новой датировке изобретение Фёдорова состоялось в 1889 году, малоупоминаемый Гольдшмидт изобрёл свой прибор в 1892 году, а Чапский скопировал с усовершенствованиями у Фёдорова в 1893 году. Острота вопроса не исчезла и после распада СССР.
Как и со многими изобретениями, время которых назрело, двукружный гониометр как развитие идеи теодолита мог быть изобретён в разное время и разными людьми вполне независимо. Однако и курс кристаллографии в российских вузах на 2007 год очень категоричен с минимальным вниманием к Чапскому:
Двукружный отражательный гониометр построен в 1889 г. по принципу теодолита гениальным русским кристаллографом Е.С. Фёдоровым (1853 – 1919). Позднее аналогичные, отличающиеся в частностях, инструменты были сконструированы В. Гольдшмидтом (1853-1933) и 3. Чапским.
Профессор А. И. Китайгородский в своей книге «Рентгеноструктурный анализ» (1950), не затрагивая сам вопрос приоритетов, уверенно рассматривает гониометры Фёдорова и Чапского как самостоятельные приборы со своими достоинствами и методиками использования.

## Медицина

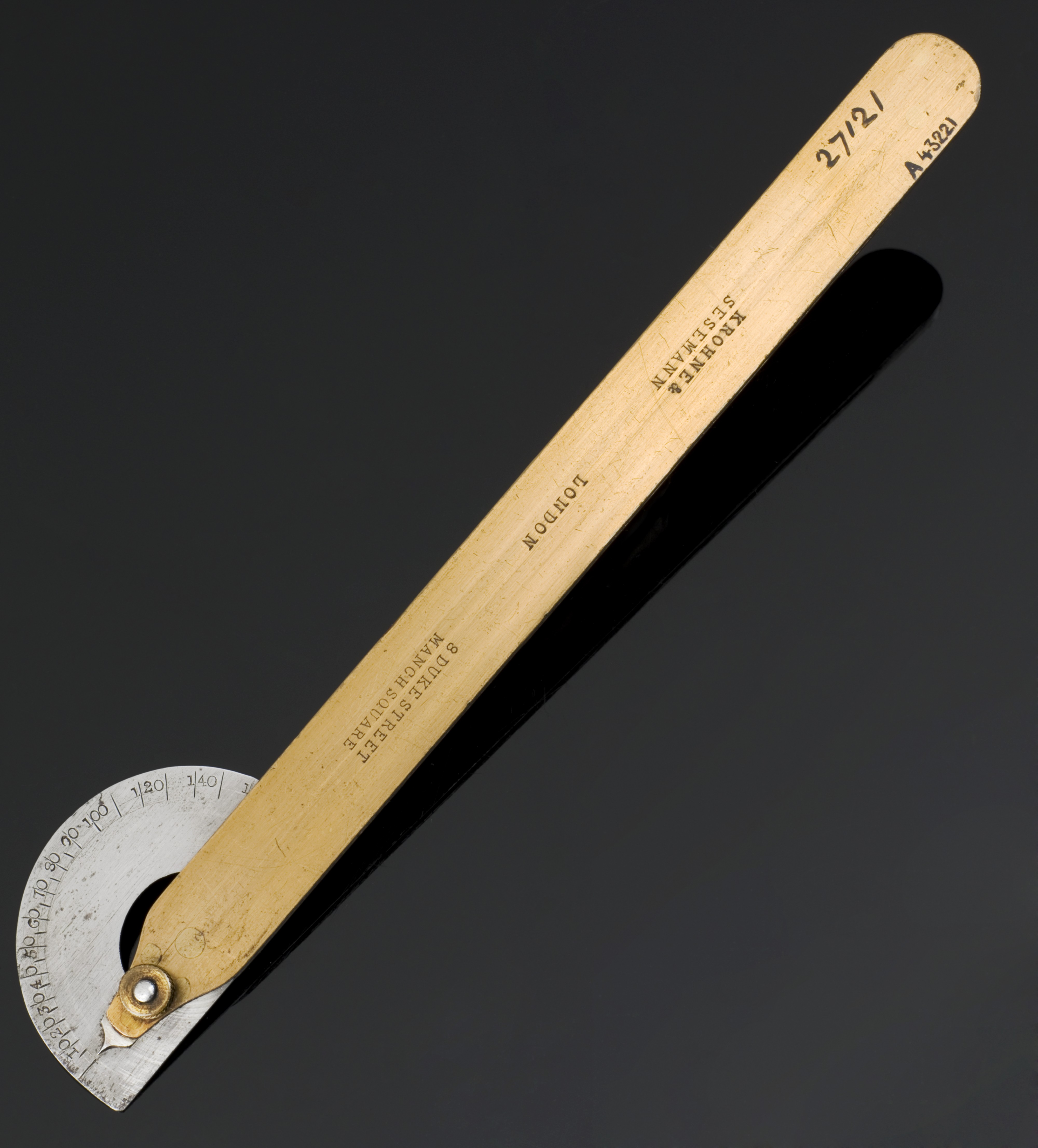
Медицинский гониометр британского врача Генри Морриса (1844—1926)

В медицине гониометры используются для измерения подвижности суставов для выявления возможных двигательных проблем и выбора методов восстановительной терапии. Как отдельная наука со своим набором методик и инструментов гониометрия известна в научной литературе с 1914 года.
Следует подчеркнуть, что гониометрия в медицине занимается вопросами именно подвижности в суставах, её амплитудой в сравнении со стандартами для данного соматотипа и симметричностью с обеих сторон (для конечностей). Измерения статических показателей, как в краниометрии, относятся к иным областям антропометрии.
Простейшим средством измерения является прикладной (то есть прикладываемый прямо к телу) гониометр. Это по сути просто транспортир с подвижной планкой или линейкой на нём, как на иллюстрации справа. Его преимущества — простота и портативность. Однако у него есть и два недостатка при более глубоких обследованиях подвижности суставов:
1. Он позволяет измерять угол только в одной плоскости.
2. Несовпадение осей самого гониометра и осей исследуемой конечности.

В 1987 году на рынке появились гибкие гониометры, состоящие из особого гибкого прута с манжетами. Такие гониометры решали проблему с несовпадением осей, но только для открытых конечностей, не имеющих толстых повязок. С развитием электроники появились более точные и функциональные (но и более дорогие) варианты гониометров с прикрепляемыми датчиками. В таких гониометрах угол определяется по электрическим характеристикам между двумя датчиками, закреплёнными, например, на теле и на запястье поднимаемой руки. Коммерческим развитием идеи является технология захвата движения при съёмках фильмов.

## Промышленность
Промышленные гониометры используются для измерения углов между любыми способными отражать свет поверхностями. По своей сути это те же отражательные гониометры, как и в кристаллографии с дополнительной электроникой: автоколлиматоры, средства сохранения и передачи результатов замеров и т. п. Также назначение и условия эксплуатации могут предъявлять дополнительные требования по устойчивости к агрессивной среде (вибрация, грязь, запыление и т. д.).
Для измерения различных оптических деталей и проверки угловых мер предназначены гониометры 1, 2 и 3 разряда. На российском рынке на 2013 год широким спросом пользовались достаточно устаревшие визуальные гониометры производства киевского завода «Арсенал» (модели ГС-2, Г5М и ГС-5) и современные цифровые гониометры производства  компаний «ООО ИНЕРТЕХ» (СГ-1) и «НПК „Диагностика“» (модели СГ-1Ц и СГ-3Ц), а также импортные аналоги.